# Bittersweet Goodbye
«Bittersweet Goodbye» es una canción del músico inglés Issey Cross, lanzada el 30 de junio de 2023. Producida por el músico australiano Luude, la canción utiliza en gran medida un sample la canción «Bitter Sweet Symphony», lanzada por The Verve en 1997, que a su vez muestra una versión orquestal de la canción «The Last Time» de The Rolling Stones, y se ubicó en el puesto 19 en la lista de ssencillos del Reino Unido.

## Antecedentes y composición
En marzo de 2022, el músico australiano Luude subió a SoundCloud una combinación de drum and bass de «Bitter Sweet Symphony» y «Message in a Bottle» de The Police. Él e Issey Cross se pusieron en contacto tras el lanzamiento de su tema de Wilkinson «Used to This», que se ubicó en el puesto 33 en la lista de sencillos del Reino Unido en 2021. Trabajaron juntos en «Oh My», que le dio crédito Moby por haber sampleado su canción «Porcelain», y se ubicó en el puesto 98 en la lista de sencillos del Reino Unido; por esta época, Luude le envió a Cross su remix de «Bittersweet Symphony» que luego ella rápidamente escribió con algunos amigos y lanzó sin acreditar a Luude debido a conflictos de programación. En una entrevista con Official Charts Company, señaló que anteriormente había tenido la intención de lanzar algunas canciones más como artista destacada, pero que «esta tenía sentido» y que había estado preparada para que la pista también fuera quemada en SoundCloud y que le sorprendió lo sencillo que fue el proceso de aprobación de la muestra.
«Bittersweet Goodbye» utiliza un sample acelerado de la canción de 1997 de The Verve «Bitter Sweet Symphony», que a su vez utiliza un sample acelerado de la versión de la Andrew Oldham Orchestra de «The Last Time» de The Rolling Stones, que a su vez interpoló (y se inspiró en la grabación de The Staple Singers de) la canción góspel tradicional «This May Be the Last Time»; The Verve había sido sorprendido previamente habiendo obtenido la autorización solamente de la muestra de Decca Records y no los derechos de uso de la canción de ABKCO Records de Allen Klein, y el vocalista de la banda, Richard Ashcroft, más tarde tuvo que renunciar a todos los derechos de la canción para aclare su uso, y solo los volvió a adquirir en 2019, poco después de cambiar de administración y diez años después de que Klein muriera y dejara ABKCO a su hijo Jody.

## Lanzamiento y vídeo musical
«Bittersweet Goodbye» se estrenó el 30 de junio de 2023. La promoción en TikTok de la canción fue algo desordenada; En una entrevista con Noctismag.com, señaló que ella y «algunos amigos» habían decidido al azar filmar videos de ellos mismos bailando la canción durante las noches de club con los AirPods puestos, y que el video musical de la canción había sido filmado en una rave de Homebass durante ninguna otra razón más que la que le habían pedido que realizara el espectáculo y que quería lanzar la canción tan pronto como pudiera. Tiësto lanzó un remix posterior, que se estrenó durante un set de Tomorrowland en el que Cross actuó borracho y que se lanzó el 18 de agosto de 2023.

## Recepción
«Bittersweet Goodbye»se ubicó en el puesto 19 en la lista de sencillos del Reino Unido; en septiembre de 2023, durante su primera semana en el Top 40, la BBC publicó un artículo en el que se señalaba que «aproximadamente uno de cada cuatro éxitos actuales del Top 40 del Reino Unido» hacía uso de samples, destacando el uso de «Walk on By» de Dionne Warwick en el número dos de esa semana «Paint the Town Red» de Doja Cat, y también menciona que «Closer» de Bou tomó un sample de «Children» de Robert Miles y que «Speed Drive» de Charli XCX interpoló «Mickey» de Toni Basil y sampleó «Cobrastyle» de Robyn, esta última una versión de la canción de Teddybears del mismo nombre.

## Listas
| Listas (2023)                        | Posición más alta |
| ------------------------------------ | ----------------- |
| Irlanda (IRMA)                       | 73                |
| Eslovaquia (Singles Digitál Top 100) | 27                |
| Reino Unido (UK Singles Chart)       | 19                |
| Reino Unido (UK Dance Chart)         | 11                |

## Historial de lanzamientos
| Región | Versión                  | Fecha                    | Formato                    | Sello   | Ref.   |
| ------ | ------------------------ | ------------------------ | -------------------------- | ------- | ------ |
| Varios | Versión original         | 30 de junio de 2023      | Descarga digital streaming | Polydor | [ 15 ] |
| Varios | Remezcla de Lens         | 28 de julio de 2023      | Descarga digital streaming | Polydor | [ 15 ] |
| Varios | Hardcore Remix de Tiësto | 18 de agosto de 2023     | Descarga digital streaming | Polydor | [ 15 ] |
| Varios | Remezcla de K Motionz    | 8 de septiembre de 2023  | Descarga digital streaming | Polydor | [ 15 ] |
| Varios | Versión acústica         | 15 de septiembre de 2022 | Descarga digital streaming | Polydor | [ 15 ] |